# Leonid Kudriawcew
Leonid Kudriawcew (ur. 13 czerwca 1960) – rosyjski pisarz fantastyki. Autor ponad dwudziestu książek i licznych opowiadań. Debiutował w 1984 roku opowiadaniem Labirynt.

## Publikacje
- Polowanie na Quacka
- Prawo metamorfa